# Mahjabin Hakimi
Mahjabin Hakimi o Mahjubin Hakimi (2002 o 2003 - agost de 2021) va ser una jugadora de voleibol afganesa. Arran de l'arribada al poder dels talibans a l'Afganistan a mitjans d'agost del 2021, una repressió es posà en marxa limitant dràsticament les llibertats de la població del país i sobretot, de manera més acusada encara, els drets que les dones afganeses havien assolit abans, i doncs la seva participació a certs àmbits de la societat. Segons el testimoniatge d'una companya de la jove de 18 anys i d'una entrenadora de l'equip nacional de joves jugadores de voleibol, Mahjabin, que no duia vel quan jugava, va ser decapitada a les acaballes del mes d'agost de 2021.